# Jardín público
Un jardín público es un espacio verde abierto a todo público, donde se cultivan plantas y árboles con fines recreativos, ornamentales y de mejora del ambiente urbano. Hasta el siglo XVI, los jardines de esparcimiento eran privados y de los estamentos privilegiados. Eran propiedad de miembros de la aristocracia y eclesiásticos y se abrían, en ocasiones, para pequeñas recepciones. El jardín se distingue del parque por el carácter más construido de su paisaje y su vegetación. Otra de sus características es el uso muy notable de plantas extranjeras, a veces incluso de vegetación exótica.

## Jardines públicos delsigloXVI
El pueblo llano no podía tener acceso a los jardines privados, paseaba por las proximidades de las altas paredes que circundaban estos jardines aristocráticos. Sus zonas de recreo o reunión se limitaban a pasear o sentarse en las desnudas plazas o en las puertas de las murallas de las ciudades; en estos últimos lugares solía haber áreas abiertas, en algunos casos con praderas o alineaciones de arbolado en los caminos. En algunas ciudades italianas, como las alineaciones perimetrales de la muralla de Lucca, se empezaron a plantar filas de árboles, estas plantaciones de varias alineaciones se conocen como alamedas. 

Durante la segunda mitad del siglo XVI, en España se comenzaron a levantar los primeros monumentos urbanos y se plantaron las primeras alamedas; éstas, plantadas en algunos casos dentro de los recintos amurallados de las ciudades españolas fueron los primeros jardines públicos de Europa.

Ya durante el siglo XVII, en las ciudades del resto de Europa, se continuaron erigiendo monumentos. La monarquía absolutista estaba en su apogeo. La arquitectura y el diseño de los jardines eran reflejo del deseo de ostentación de los monarcas. Estos jardines aún no habían comenzado a ostentar la condición de jardines públicos y, sobre todo, cumplían el deseo de la monarquía o la aristocracia de expresar su control sobre la ciudad. En Londres proliferaron ya en el siglo XVIII, XIX y XX variantes de jardines privados compartidos, de aspecto urbano y plantados en el centro de una agrupación de casas, pero cerrados al público. Estos todavía pertenecen y sólo están disponibles para los propietarios de las viviendas limítrofes

### Algunos jardines de los siglosXVIyXVII
- Prado Viejo, Madrid (1570) (destruido). Plantación de una arboleda longitudinal, dispuesta en una única hilera en el caso del Prado de los Recoletos Agustinos y en tres alineaciones en el de los Jerónimos, véase en el plano de Pedro Teixeira Albernaz (1656).
- Alameda de Hércules, Sevilla (1574)
- Alameda, Ecija (Sevilla) (1578) (desaparecido)
- Alameda Central, México, D. F. (1592)
- Alameda y prado de Moorfields, Londres (1605) (desaparecido)
- Alameda de los Descalzos, Lima (1611)
- Paseos del Salón y de la Bomba, Granada (1612)
- Campos Elíseos, París (1640)
- Unter den Linden, Berlín (1647), originalmente un parque real urbano privado
- Paseo Cours Mirabeau, Aix-en-Provence (1649-1658)
- Paseo  de Chamars, Besanzon(1653)
- Paseo al sur de la  Muralla Aureliana, Roma (ha. 1658, perdida)
- Parque Colombiére, Dijon (Francia) (1672)
- Plaza de Vosgos, París (1682)
- Kongens Nytorv, Copenhague (1690)[1]

## Jardines públicos delsigloXVIII
No fue sino hasta 1789 cuando con la agitación de la Revolución Francesa se abrieron las puertas de los palacios y residencias de la aristocracia urbana y del clero. 
El pueblo descubrió la naturaleza de los jardines privados de estilo francés o la exuberancia de los pintorescos jardines ingleses que se ocultaban tras los altos muros. Muchos de estos se convirtieron en propiedad del Estado, en su totalidad o en parte; a partir de entonces estos grandes jardines privados se pusieron a disposición del público. En ciertas ciudades, los ilustrados promovieron nuevos jardines públicos como ocurrió con el Prado Viejo de Madrid, o el Jardín de Luxemburgo de París.
Nació entonces lo que se considera, en sentido moderno, el jardín: un paisaje natural urbano, plantado y ordenado por el hombre y mantenido por la comunidad para el disfrute de todos.

### Algunos jardines delsigloXVIII

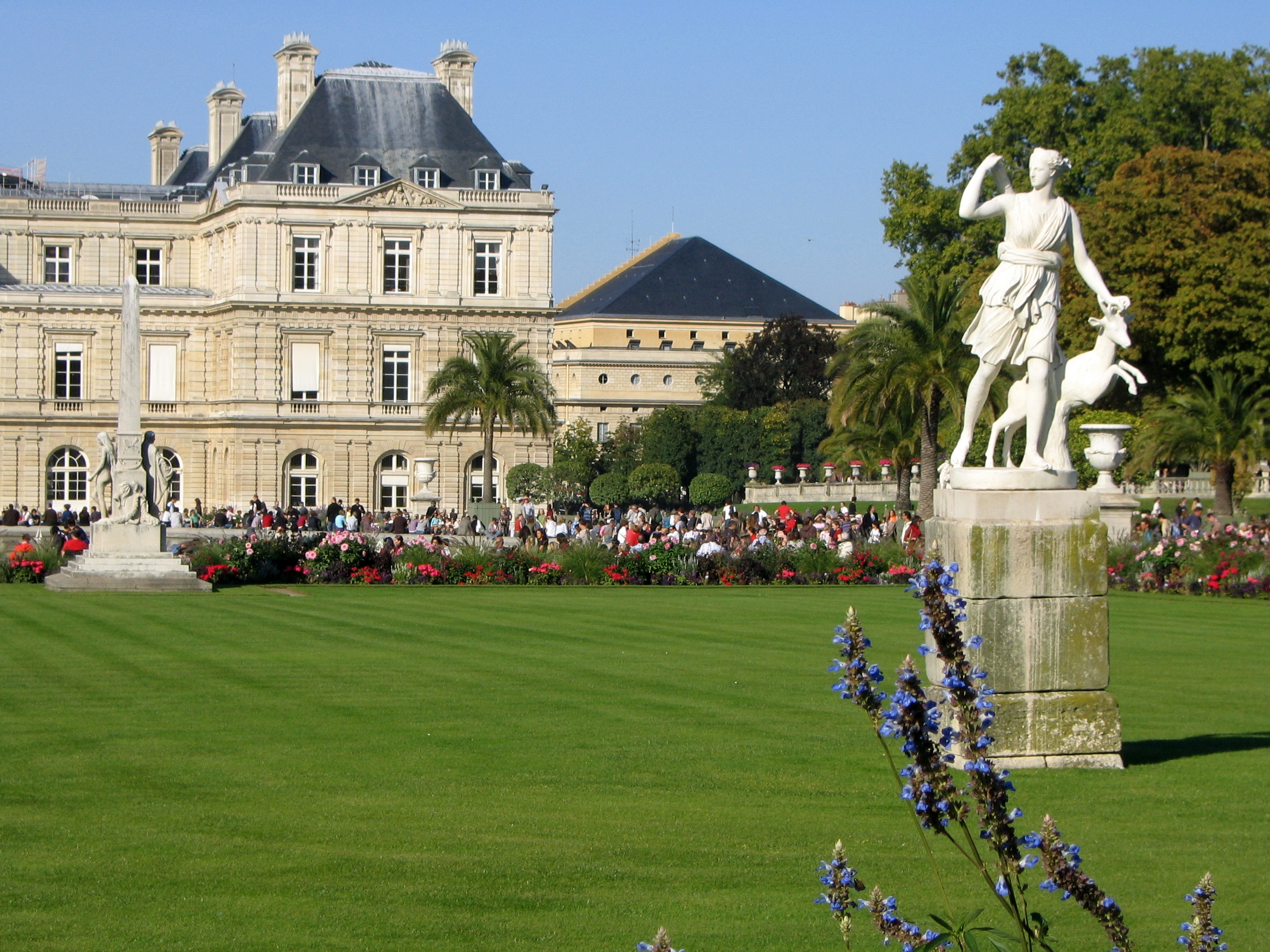
Jardín y Palacio de Luxemburgo.

- Hyde Park, Londres (1728). Origen: jardín Real privado separado de los jardines del Palacio de Kensington.
- Paseo del Prado, Madrid (1763)
- Paseo de Recoletos, Madrid (1763)
- Promenade (Münster) de Münster, Alemania (1764)
- Paseo Bucareli, México (1778)
- Jardín de Floridablanca, Murcia (1786)
- Campo Grande, Valladolid (1787)
- Jardin de Luxemburgo, París. Origen: jardín Real privado abierto al público en (1789).
- Le Cours Saleya, Niza, Francia, (siglo XVIII)
- Alameda Central, Toluca de Lerdo, México (siglo XVIII)

## Los jardines públicos en la Francia delsigloXIX
La jardinería pública en París se estancó con los trastornos posteriores a la revolución francesa y los jardines se convirtieron en la visión decimonónica de la ciudad, como el Jardín de Luxemburgo. En aquellos tiempos, el Imperio de Napoleón sólo impulsaba las guerras de conquista y la sociedad de principios de siglo fue poco amante de los jardines. El Bosque de Vincennes, convertido durante la Revolución Francesa en un parque de maniobras militares donde se habían construido cocinas y cuarteles, no volvió a recuperar su lugar como jardín hasta el reinado de Napoleón III. 

La era de la industrialización conllevó el surgimiento de una clase media adinerada, ávidos de lugares de entretenimiento y excursiones. Para mostrar su poderío, la ciudad del Segundo Imperio francés ofreció dos nuevos espacios sociales: los bulevares y los jardines públicos. 
El prefecto Rambuteau, en vísperas de la gran transformación de París durante el Segundo Imperio, creó, con el jardín del palacio real, el primer jardín público. Se incluyó la adición de bancos junto a los caminos. Esta innovación se acompañó de la legalización de la propiedad de sus parques parisinos.

## El jardín Haussmann

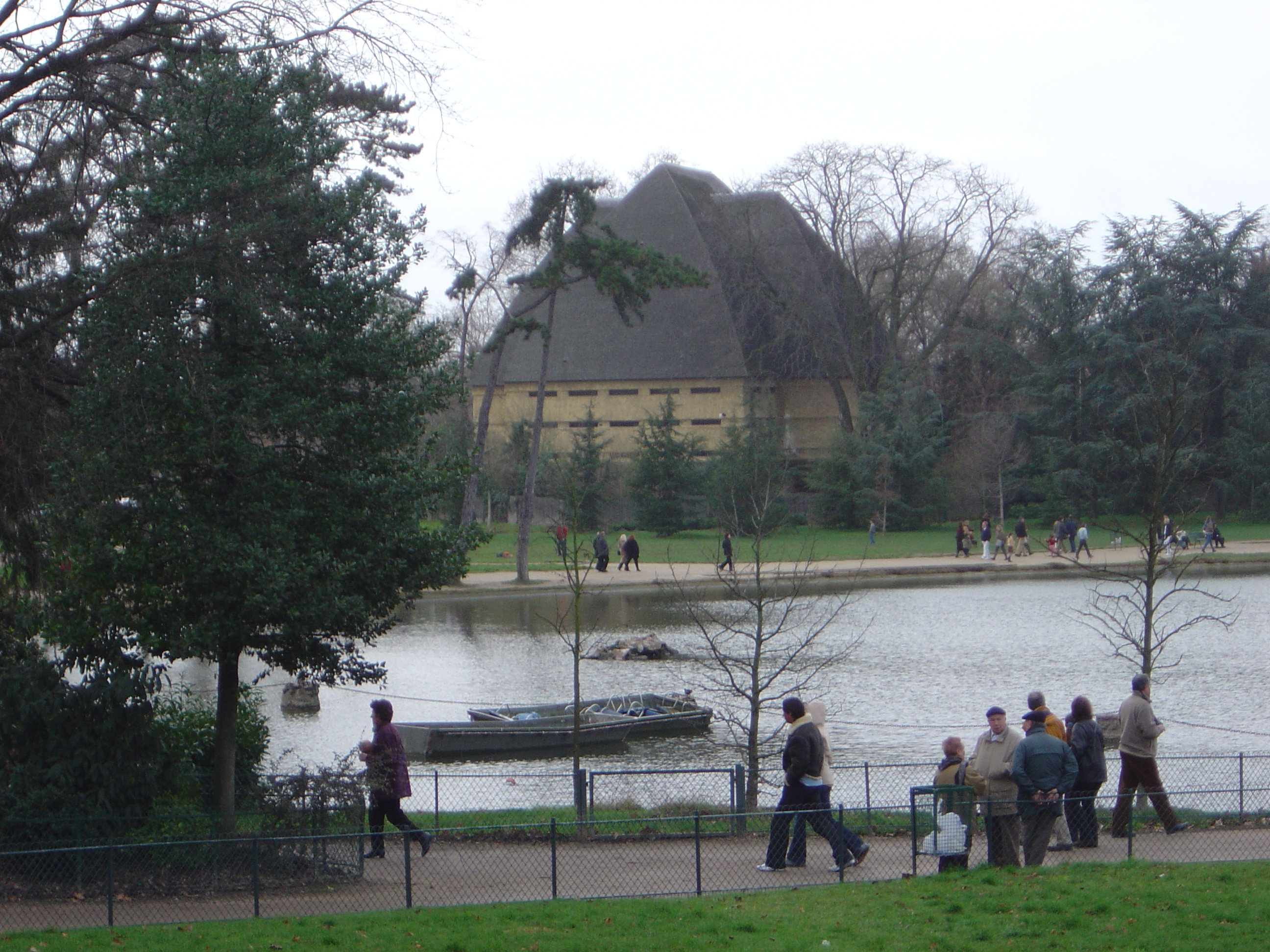
Bosque de Vincennes. Lago y pagoda budista al fondo.

Napoléon III encargó al cuidado del barón Haussmann el Bosque de Vincennes, situado al este del Bosque de Boulogne. Bajo su mando, Jean-Charles Alphand transformó las instalaciones militares terrestres en un amplio jardín inglés y excavó el Lago de Gravelle, alimentado por las aguas del Marne, para el riego de todos los otros lagos. El modelo creado por Alphand se convertiría rápidamente en la referencia de los jardines públicos por todo el país e incluso por sus colonias. Esta reinterpretación del jardín inglés reunía en todos los aspectos las expectativas de la sociedad francesa de finales del siglo XIX. 
El jardín, al que también se podía acceder en coches de caballos, poseía anchas avenidas bordeadas por bancos y cubiertas por la sombra de plátanos y castaños. Tenía casinos o quioscos de música en los que se daban conciertos al aire libre durante el día o la noche. 
Se podía explorar y descubrir un desierto y pintorescos paisajes con cuevas, puentes, lagos, cascadas. Y el público se reunía en los restaurantes y bares siguiendo algún sinuoso sendero. 
Lo público se convierte en una clave para el desarrollo de la ciudad. Las perspectivas se cruzan en los bulevares, los lugares más destacados a lo largo de los edificios burgueses se instalan en su periferia. 

El edificio se convierte en una forma de estructurar un barrio. En el  Parque des Buttes-Chaumont, el jardín, a costa de un trabajo titánico, reemplaza el lugar de las antiguas canteras. 
La ciudad del siglo XIX, por lo tanto puede ser considerada como una red de parques públicos, de diferentes formas y tamaños, dependiendo del lugar. Están unidos entre sí por avenidas plantadas, y dispuestos en cuadrados. Plazas, jardines en miniatura y recintos ajardinados ocupan un cuadro en el tejido de los edificios. Estas plazas de barrio ganadas a las antiguas zonas edificadas, están rodeadas por calles y edificios.

## Los jardines públicos contemporáneos
En Francia, la Ley de 21 de abril de 1906 preveía la protección de sitios naturales y monumentos artísticos e históricos asimilados. Una vez en la categoría reina de monumentos históricos, los jardines notables fueron clasificados por una tarea de pre-inventario en 1982. Terminado el inventario se identificaron 9.000 jardines, muchos particulares, que merecían protección y restauración. 
Más allá de este aspecto de conservación, la creación de jardines públicos contemporáneos se ha acelerado durante las últimas dos décadas. 
Su desarrollo refleja la relación de las zonas urbanas y las fluctuaciones de la naturaleza: 